# فيتزهاغ لي
فيتزهاغ لي هو ضابط وسياسي أمريكي، ولد في 19 نوفمبر 1835 في مقاطعة فيرفاكس في الولايات المتحدة، وتوفي في 28 أبريل 1905 في واشنطن العاصمة في الولايات المتحدة. نشط حزبياً في الحزب الديمقراطي. وقد انتخب حاكم فرجينيا ‏ (1886 – 1890).